# Bellator 204
Bellator 204: Caldwell vs. Lahat è stato un evento di arti marziali miste tenuto dalla Bellator MMA il 17 agosto 2018 al Sanford Pentagon di Sioux Falls negli Stati Uniti.

## Risultati
|                  | Divisione    |                   |           |                  | Metodo                                      | Round     | Tempo     | Premio    |
| Main Card        | Main Card    | Main Card         | Main Card | Main Card        | Main Card                                   | Main Card | Main Card | Main Card |
| ---------------- | ------------ | ----------------- | --------- | ---------------- | ------------------------------------------- | --------- | --------- | --------- |
|                  | Pesi piuma   | Darrion Caldwell  | batte     | Noad Lahat       | KO (pugni)                                  | 2         | 2:46      |           |
|                  | Pesi welter  | Logan Storley     | batte     | A.J. Matthews    | KO tecnico (gomitate e pugni)               | 2         | 3:56      |           |
|                  | Pesi gallo   | Ricky Bandejas    | batte     | James Gallagher  | KO (calcio alla testa e pugni)              | 1         | 2:49      |           |
|                  | Pesi piuma   | Tywan Claxton     | batte     | Cris Lencioni    | Decisione unanime (30–27, 30–27, 30–27)     | 3         | 5:00      |           |
| Card Preliminare |              |                   |           |                  |                                             |           |           |           |
|                  | Pesi welter  | David Michaud     | batte     | Corey Davis      | KO (pugni)                                  | 1         | 1:42      |           |
|                  | Pesi welter  | Jason Jackson     | batte     | Jordon Larson    | KO tecnico (pugni)                          | 1         | 3:52      |           |
|                  | Pesi welter  | DeMarques Jackson | batte     | Bryce Logan      | Decisione non unanime (28–29, 29–28, 30–27) | 3         | 5:00      |           |
|                  | Pesi leggeri | Omar Morales      | batte     | Troy Nawrocki    | KO (pugni)                                  | 1         | 0:58      |           |
|                  | Pesi leggeri | Keith Phathaem    | batte     | Micah Peatrowsky | Decisione unanime (30–27, 30–27, 29–28)     | 3         | 5:00      |           |
|                  | Pesi welter  | Tyler Ray         | batte     | Seth Bass        | KO (pugni)                                  | 1         | 3:30      |           |
|                  | Pesi medi    | Romero Cotton     | batte     | Willie Whitehead | KO tecnico (pugni)                          | 1         | 4:12      |           |
|                  | Pesi mosca   | Lloyd McKinney    | batte     | Robiel Tesfaldet | Sottomissione (arm-triangle choke)          | 3         | 4:17      |           |
|                  | Pesi welter  | Jeff Nielsen      | batte     | Wyatt Meyer      | KO tecnico (pugni)                          | 1         | 2:53      |           |